# Matundua silvatica
Matundua silvatica is een spinnensoort uit de familie Phyxelididae. De soort komt voor in Zuid-Afrika.

## Synoniemen
- Auximus silvaticus Purcell, 1904[1]